# Powiat Shakotan
Powiat Shakotan (jap. 積丹郡 Shakotan-gun) – powiat w Japonii, w prefekturze Hokkaido, w podprefekturze Shiribeshi. W 2024 roku liczył 1672 mieszkańców.

## Miejscowości
- Shakotan